# 雷梅尔凡
雷梅尔凡（法語：Rémelfing，法語發音：[ʁemɛlfɛ̃]；洛林法兰克语：Rimelfinge）是法国摩泽尔省的一个市镇，位于该省东部，萨尔河左岸，属于萨尔格米讷区。

## 地理
雷梅尔凡（49°5'30"N, 7°5'32"E）面积2.62 平方千米，位于法国大東部大區摩泽尔省，该省份为法国东北部内陆省份，是洛林的一部分，西南接默尔特-摩泽尔省，东临下莱茵省，北与卢森堡和德国接壤。
与雷梅尔凡接壤的市镇（或旧市镇、城区）包括：讷夫格朗日、萨尔格米讷、萨兰斯曼。
雷梅尔凡的时区为UTC+01:00、UTC+02:00（夏令时）。

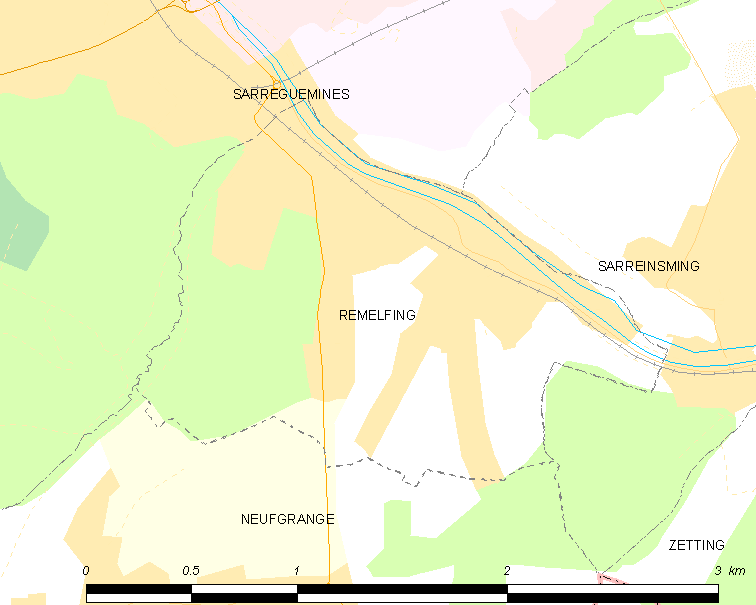
雷梅尔凡的OSM定位图

## 行政
雷梅尔凡的邮政编码为57200，INSEE市镇编码为57568。

## 政治
雷梅尔凡所属的省级选区为萨尔格米讷县。

## 人口

1962-2008年间雷梅尔凡人口变化图示

雷梅尔凡于2022年1月1日时的人口数量为1308人。